# جوناثان بوروين
جوناثان مايكل بوروين (بالإنجليزية: Jonathan Michael Borwein)‏ (مواليد 20 مايو 1951 – 2 أغسطس 2016)   هو عالم رياضيات إسكتلندي وأستاذ فخري للرياضيات في جامعة نيوكاسل بأستراليا.

## روابط خارجية
- جوناثان بوروين الصفحة الرئيسية
- جوناثان بوروين في شجرة علماء الرياضيات
- الصفحة الرئيسية للرياضيات التجريبية والمدونة
- معرف الباحث